# Bernd Fiedler (Kameramann)
Bernd Fiedler (* 8. April 1941 in Kiel) ist ein deutscher Kameramann, Drehbuchautor, Regisseur.

## Leben
Fiedler gehörte 1966 zum ersten Jahrgang der Deutschen Film- und Fernsehakademie Berlin und wurde im Zuge der heftigen Auseinandersetzungen, die wegen des Erstjahres-Films eskalierten, im November 1968 mit 17 anderen Personen von der Filmhochschule verwiesen. Er ging dann nach München, wo er Klaus Lemke kennenlernte und seine Karriere fortsetzen konnte.
In Ein großer graublauer Vogel spielte er einen Kameramann, dessen Aufnahmen auch im Film zu sehen sind, in Rocker arbeitete er erstmals als Kameramann mit Lemke zusammen. Für Fiedler, der vom Amateurfilm kam, bedeutete das eine erhebliche Umstellung: „Plötzlich war ich Profi, und da waren die Stative da und die Schienen und der ganze Aufwand mit Einleuchten.“
Fiedler arbeitete als Kameramann außerdem unter anderem mit Peter Handke, Hartmut Bitomsky, Peter Stein und Thomas Mitscherlich zusammen. 2005 entwickelte er ein Organisationsmodell mit der Bezeichnung Drehbank, das grundsätzliche Vorschläge zusammenfasst, wie trotz äußerst begrenztem Etat abendfüllende Spielfilme realisiert werden können. Er lebt in Stakendorf.

## Filmografie (Auswahl)
- 1968: Der einsame Wanderer (Kurzfilm)
- 1968: Heimlichkeiten (Darsteller)
- 1969: Juicy Love (Kurzfilm)
- 1969: Anatahan, Anatahan
- 1970: Ein großer graublauer Vogel (auch Darsteller)
- 1970: Rote Sonne
- 1970: Dark Spring
- 1970: Nizza (Kurzfilm)
- 1970: Schöner Abschied (Kurzfilm)
- 1970: Jimi (Kurzfilm)
- 1970: Jaros (Kurzfilm)
- 1971: Terror Filme (Kurzfilm)
- 1971: Und da hat er diese Idee gehabt von Lemmy Caution (Kurzfilm)
- 1971: Samson + Renate (Kurzfilm)
- 1971: Deutschunterricht (Kurzfilm)
- 1972: Rocker (TV)
- 1972: Wonnekloß
- 1972: Liebe, so schön wie Liebe
- 1972: Gloria Savoy (Kurzfilm)
- 1973: Nach langen Jahren ein Wiedersehen mit meinem Bruder aus Bulgarien während einer kurzen Zwischenlandung in München (Kurzfilm)
- 1974: Schritte (Kurzfilm)
- 1975: Auf Biegen oder Brechen
- 1975: Das Geschenk (Kurzfilm)
- 1976: Drakulas Bluttröpfchen (Kurzfilm)
- 1978: Die Anstalt
- 1980: Jackpot
- 1981: Der da ist tot und der beginnt zu sterben
- 1982: Love Unlimited
- 1983: Leuchtturm des Chaos
- 1986: Amerasia
- 1986: Parallaxe (auch Regie)
- 1987: Warten auf Marie
- 1988: Das Brot des Siegers oder Die Schlacht um die Mägen der Welt
- 1991: Froschkönig (Drehbuch)
- 1992: Schneewittchen und das Geheimnis der Zwerge (Drehbuch)
- 1993: Der Untergang des goldenen Webstuhls
- 1994: Peter Przygodda, Schnittmeister
- 1994: Regina Blues – Der Kampf um ein Kino
- 1994: Des Kaisers neue Kleider (Drehbuch)
- 1995: Das Flittchen und der Totengräber
- 1996: Reisen ins Leben
- 1998: Die Kinder vom Alstertal (Serie, Regie)
- 2000: Geisterjäger John Sinclair: Der Gerechte
- 2002: Geliebtes Leben – Soul of a Century
- 2008: Du bist mein Afrika. Eine schwarz-weiße Liebesgeschichte
- 2009: Kein Kinderspiel (auch Regie)
- 2012: Die Konferenz oder die Rückseite des Mondes (Kurzfilm)
- 2014: Manchmal denk' ich jetzt auf Deutsch (Kurzfilm)